# Spännband

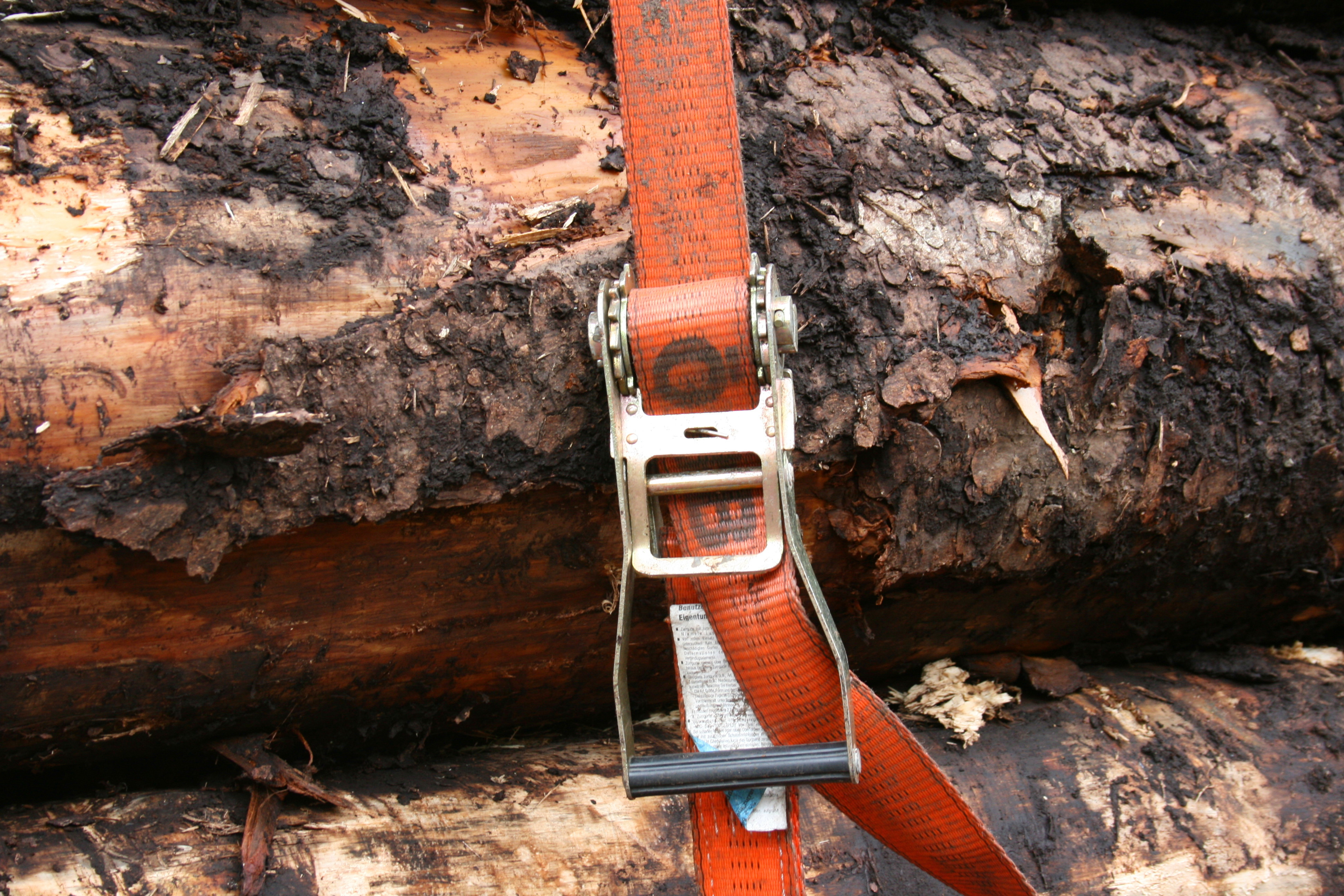
Ett spännband som håller ihop stockar

Spännband är ett fästelement som används för att hålla ner last eller utrustning under transport. Spännband är i huvudsak ett vävband som är utrustat med fästkrokar och ett spännhandtag.

## Användning
Spännbandets funktion är att hålla något på plats. Bandet placeras över det som ska säkras och man använder klämman för att spänna åt. Spännbandet fästes i en stadig del i området kring lasten eller utrustningen, bandet placeras sedan över lasten eller utrustningen och/eller fästes på lasten eller utrustningen. Spännhandtaget har vanligtvis en spärr som gör att man kan spänna bandet utan att spänningen släpps.